# 아룬드연대기
《아룬드연대기》는 전민희가 쓴 판타지 장편소설 시리즈이다. 

## 특징
- 보통 단행본과는 달리 이 책은 차례대로 쓰지 않고 3부부터 쓰여져 있다.

- 《아룬드연대기》 속의 세계는 1년이 14개월로 이루어져 있다.

- 만 년에서 수만 년 사이의 불규칙한 간격을 두고 '균열' 이 나타난다. 이 시기에는 현재 존재하는 생물들 중 일부가 멸종하고 새로운 종이 나타난다.

## 출간
2012년 5월 현재 아룬드연대기는 1부, 2부, 2.5부, 3부, 4부까지 출판이 확정되어 있다. 3부 《세월의 돌》이 개정판 8권으로 완결되었고, 1부 《태양의 탑》이 개정판으로 6권까지 출간되었다.

## ISBN
해당 책의 ISBN은 다음과 같다.
- 《세월의 돌》 - 자음과모음 발행
  - 2권 - ISBN 8984470023

- 《태양의 탑》- 자음과모음 발행
  - 1권 - ISBN 8984471747
  - 2권 - ISBN 8984471755
  - 3권 - ISBN 8984471763
  - 4권 - ISBN 8984471771
  - 5권 - ISBN 898447178X

- 《세월의 돌》(개정판) - 제우미디어 발행
  - 1권 - ISBN 9788990886330
  - 2권 - ISBN 9788990886347
  - 3권 - ISBN 9788990886354
  - 4권 - ISBN 9788990886361
  - 5권 - ISBN 9788990886378
  - 6권 - ISBN 9788990886378
  - 7권 - ISBN 9788990886392
  - 8권 - ISBN 9788990886408

- 《태양의 탑》(양장본) - 제우미디어 발행
  - 1권 - ISBN 9788959521968
  - 2권 - ISBN 9788959521975
  - 3권 - ISBN 9788959521999
  - 4권 - ISBN 9788959522095
  - 5권 - ISBN 9788959522569